# Troutdale (Wirginia)
Troutdale – miasto w Stanach Zjednoczonych, w stanie Wirginia, w hrabstwie Grayson.